# 湯前町
湯前町（ゆのまえまち）は熊本県南部にある町で、球磨郡に属している。

## 地理
熊本県の南部、熊本市から直線距離にして南南東約80km（道路の距離は熊本市から約110km）、球磨地方の中心地・人吉市から東北東約24kmの場所に位置する。町の中心部である町域西部は人吉盆地（球磨盆地）の東端部にあたる。町域東部・南部は九州山地の一角を占めており、急峻な地形である。

### 隣接する市町村
- 球磨郡水上村・多良木町
- 宮崎県児湯郡西米良村

### 地名
町内に大字は存在しない。

## 歴史

### 近現代
- 1889年4月1日 町村制施行により、湯前村として村制施行。
- 1937年4月1日 湯前村が町制施行。湯前町となる。

## 地域

### 人口
| |                                        |  |
| 湯前町と全国の年齢別人口分布（2005年） | 湯前町の年齢・男女別人口分布（2005年） |  |
| ■紫色 ― 湯前町 ■緑色 ― 日本全国 | ■青色 ― 男性 ■赤色 ― 女性              |  |
| 湯前町（に相当する地域）の人口の推移 \| 1970年（昭和45年） \| 6,634人 \| \| \| 1975年（昭和50年） \| 6,163人 \| \| \| 1980年（昭和55年） \| 6,038人 \| \| \| 1985年（昭和60年） \| 5,805人 \| \| \| 1990年（平成2年） \| 5,514人 \| \| \| 1995年（平成7年） \| 5,350人 \| \| \| 2000年（平成12年） \| 5,018人 \| \| \| 2005年（平成17年） \| 4,726人 \| \| \| 2010年（平成22年） \| 4,375人 \| \| \| 2015年（平成27年） \| 3,985人 \| \| \| 2020年（令和2年） \| 3,627人 \| \| |                                        |  |
| 総務省統計局 国勢調査より |                                        |  |
| 1970年（昭和45年） | 6,634人                                |  |
| 1975年（昭和50年） | 6,163人                                |  |
| 1980年（昭和55年） | 6,038人                                |  |
| 1985年（昭和60年） | 5,805人                                |  |
| 1990年（平成2年） | 5,514人                                |  |
| 1995年（平成7年） | 5,350人                                |  |
| 2000年（平成12年） | 5,018人                                |  |
| 2005年（平成17年） | 4,726人                                |  |
| 2010年（平成22年） | 4,375人                                |  |
| 2015年（平成27年） | 3,985人                                |  |
| 2020年（令和2年） | 3,627人                                |  |

### 行政
- 町長：長谷和人

議員味岡恭

### 教育

#### 小・中学校
町立
- 湯前中学校
- 湯前小学校

#### 保育園
- 湯前町立湯前保育園
- 慈光保育園

## 交通

### 空港
最寄り空港は鹿児島空港。湯前町までの所要時間約1時間30分。熊本空港へは所要時間1時間50分。

### 鉄道

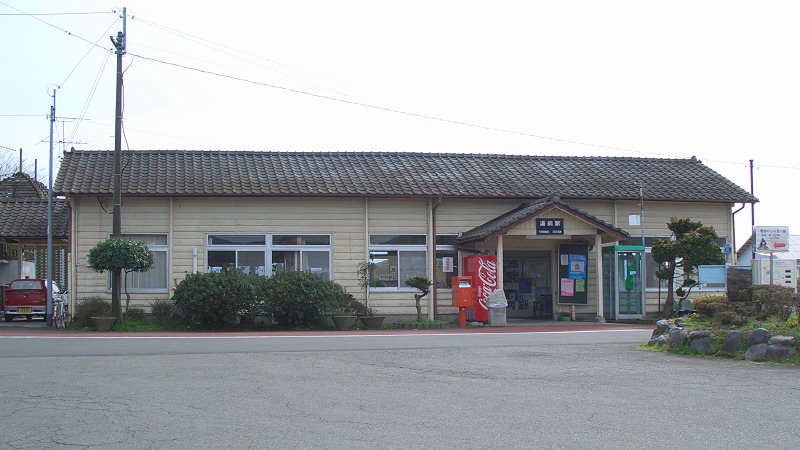
湯前駅

- くま川鉄道
  - 湯前線
    - 湯前駅（湯前線の終点）

### バス
- 産交バス
  - 人吉市（人吉産交・人吉駅） - 錦町 - あさぎり町 - 多良木町 - 湯前町 - 水上村
  - 人吉市 - 相良村 - 錦町 - あさぎり町 - 多良木町 - 湯前町
- 西米良村営バス
  - 湯前町（湯前駅） - 西米良村（村所）

### 道路
- 高速道路の最寄りインターチェンジは九州自動車道人吉インターチェンジ。町内まで所要時間約40分。

#### 一般国道
- 国道219号
- 国道388号
- 国道446号

## 名所・旧跡・観光スポット・祭事・催事

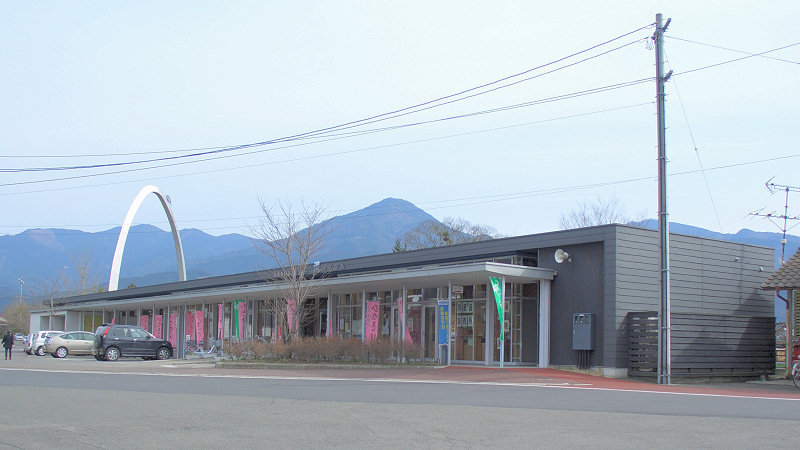
湯ーとぴあ

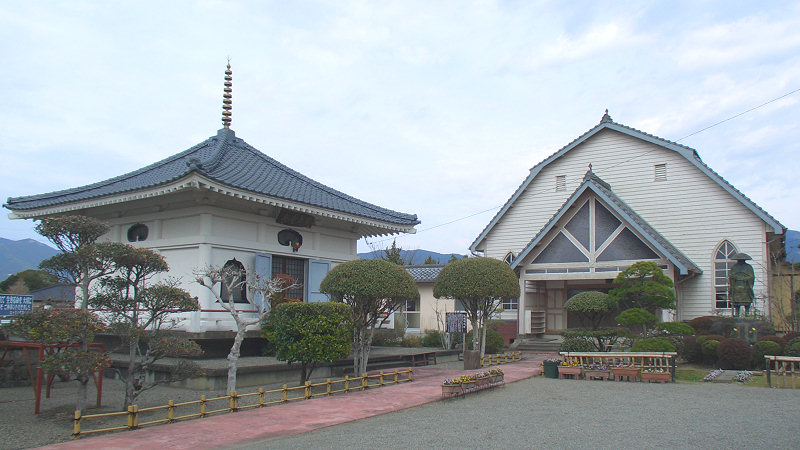
明導寺

### 観光スポット
ゆのまえ温泉「湯楽里」（ゆらり）
九州山脈を360度一望できる。大浴場、露天風呂、家族風呂のほか、薬湯などもある。旬の料理を堪能でき、宿泊施設も完備。また、つり橋を渡れば6棟のコテージがあり、大人数での宿泊も可能。コテージは冷暖房、冷蔵庫、水洗トイレ、キッチン、食器類等完備。
ゆのまえグリーンパレス
芝広場、ゴーカート場、パターゴルフ、体育館、室内プール、グランド、テニスコート等の施設が充実している。また、近くにはため池があり、ほとりに潮神社がある。
湯前まんが美術館
くま川鉄道湯前駅から徒歩1分。湯前町出身の政治風刺漫画家・那須良輔の作品が収蔵・常設展示されており、 このほか、郷土の画家や著名な漫画家の原画展も開催される。また、毎年、那須を記念して風刺漫画大賞（コンクール）も開催されている。
湯ーとぴあ
湯前駅東に位置し、町の特産品や採れたて野菜の直販もある。観光情報を多く備え、レンタサイクルもある。

### 名所・旧跡
城泉寺（じょうせんじ）
鎌倉時代の初めにこの地方の豪族によって建立されたとされている。阿弥陀堂は、県内最古の木造建築。九重・七重の石塔、木造阿弥陀如来像等とともに国の重要文化財に指定されている。寺は近くの明導寺（みょうどうじ）が管理している。
八勝寺阿弥陀堂
町内馬場地区のふるさと農道沿いにある15世紀に再建された寺院。阿弥陀堂は、15世紀後期の建物で、国の重要文化財。堂内の阿弥陀像は、1490年の作で県指定重要文化財。
弘法大師坐像（御大師堂）
弘法大師坐像は、1400年の作で県指定重要文化財。華麗な厨子の中に安置されている。茅ぶき、寄棟造の建物は約400年前の建物で町指定文化財。
市房山神宮　里宮神社
高台にある湯前城跡に立つ神社。縁結びの神様として名高い、水上村の市房山神社の遥拝所として昭和9年に再建された。毎年春と秋には「どっこい祭り」が開かれ、棒踊りや太鼓踊りが奉納される。
潮神社
オッパイの神様といわれ、母乳の出がよくなるといわれている。
賽神社
潮神社のそばにある男性の神様。両神社に参拝すると夫婦円満、縁結びになると伝えられている。
下町橋
明治39年に竣工した石造橋で、今も町の人々の生活に欠かせない橋。下城と古町を結ぶので、この名前がある。

### 特産物
下村婦人会 市房漬け
球磨焼酎
米の焼酎。世界貿易機関のTRIPS協定に基づく産地表示の保護指定を受けている。また、2006年には地域団体商標として登録されている。

## 著名な出身者
- 那須良輔（漫画家）
- 北御門二郎（翻訳家）
- 中原丈雄（俳優）

### ゆかりのある人物
- 井上微笑（俳人）